# 四方灵泉
四方灵泉，位于中国广西壮族自治区灵川县潭下镇山口村，为一个省级文物保护单位，类型为古建筑，为第六批广西壮族自治区文物保护单位，公布时间为2009年5月4日。
四方灵泉的历史年代为清。